# Einzelgenehmigung
Die Einzelgenehmigung ist in Österreich das Gegenstück zum Typenschein. Sie wird für einzelne Fahrzeuge von den Technischen Abteilungen der Landesregierungen ausgestellt, wenn diese Fahrzeuge als Einzelstücke hergestellt bzw. importiert und daher keine generelle Typengenehmigung von einem Fahrzeugimporteur erwirkt wurde.
Sie besteht wie der Typenschein ebenfalls aus den drei Teilen:
- der Genehmigung selbst
- der Beschreibung des Fahrzeuges
- den Eigentümerangaben

Meist werden solche Einzelgenehmigungen für Lkw ausgestellt, da die Aufbauten nicht alle gleich sind. Auch die Anhänger, die nur in geringen Stückzahlen hergestellt werden, haben meist nur eine Einzelgenehmigung.
Aber auch für selbst importierte Fahrzeuge wird, wenn eine EU-Betriebserlaubnis (COC-Papier) vorliegt, eine Bestätigung für die Zulassung (so genannte „vereinfachte Einzelgenehmigung“) ausgestellt. In allen anderen Fällen muss das Fahrzeug einer technischen Abnahme unterzogen werden.
Siehe auch: Themenliste Straßenverkehr